# سچین تندولکر
ساچین رامش تندولکار (انگلیسی: Sachin Ramesh Tendulkar؛ هندی: सचिन रमेश तेंदुलकर؛ زادهٔ ۲۴ آوریل ۱۹۷۳) کریکت باز سابق هند و کاپیتان سابق تیم ملّی کریکت هند است.او اغلب به عنوان بزرگترین ضربه زن در تاریخ کریکت در نظر گرفته شده است. او در مسابقات بین‌المللی کریکت، تاکنون بیشترین امتیازات را کسب کرد. ساچین کریکت را از 12 سالگی شروع کرد، او نخستین تست خود را در تاریخ 15 نوامبر 1989 در برابر پاکستان در کراچی در سن شانزده سالگی آغاز کرد و برای نزدیک به بیست و چهار سال به نمایندگی از بمبئی در داخل و هند در سطح بین‌المللی ادامه داد. او به صورت عامیانه به عنوان استاد کوچک یا استاد بلستر شناخته می شود و اغلب توسط طرفداران کریکت هند به عنوان خدای کریکت شناخته می شود. او تاکنون در چندین جام جهانی کریکت به عنوان بازیکن تیم ملی کریکت هند شرکت کرده‌است. ساچین تندولکار به عنوان بهترین پرتاب‌کننده (با چوب کریکت) در کل تاریخچه ورزش کریکت شناخته می‌شود.
او در فیلم ساچین و یک میلیون رویا بازی کرده است.